# Hot-n-Fun
Hot-n-Fun – piosenka hiphopowego zespołu N.E.R.D z gościnnym występem kanadyjskiej piosenkarki Nelly Furtado. Nagraną jako pierwszy singiel z ich czwartego studyjnego albumu Nothing.

## Teledysk
Reżyserem teledysku "Hot-n-Fun" był Jonas Åkerlund. W teledysku zespół N.E.R.D jedzie przez pustynię, zabierając po drodze dziewczyny. Dojeżdżając na miejsce, zaczynają imprezę.
Nelly Furtado nagrywała sceny do teledysku osobno, jej partia teledysku ukazuje ją śpiewającą w stroju Indianki.

## Lista piosenek z singla
Digital download
1. Hot-n-Fun (feat. Nelly Furtado) (3:22)

Hot-n-Fun (the remixes) [feat. Nelly Furtado] - EP
1. Hot-n-Fun (Starsmith club remix) (5:33)
2. Hot-n-Fun (Boys Noize remix) (5:55)[3]
3. Hot-n-Fun (Nero remix) (04:04)
4. Hot-n-Fun (Wideboys club remix) (6:00)
5. Hot-n-Fun (Yeasayer remix) (3:42)[4]
6. Hot-n-Fun (Crookers remix) (5:05)
7. Hot-n-Fun (Hot Chip remix) (6:01)

## Notowanie
| Notowanie                                | Najwyższa pozycja |
| ---------------------------------------- | ----------------- |
| Belgium Top 50                           | 31                |
| Canadian Hot 100                         | 98                |
| Uk Top 75 Singles                        | 49                |
| US Hot Dance Club Songs                  | 1                 |
| UK R&B Chart                             | 15                |
| UK Singles (The Official Charts Company) | 49                |
| Netherlands (Mega Single Top 100)        | 25                |
| Australia (Top 100)                      | 12                |
| Danemark (Top 50)                        | 39                |
| Switzerland (Top 100)                    | 37                |